# 布良卡
布良卡（羅馬化：Bryanka）法理上是乌克兰东部盧甘斯克州阿尔切夫斯克区卡季伊夫卡市镇内的城市，事实上为俄罗斯卢甘斯克人民共和国的直辖市。該市距離首府卢甘斯克58公里，始建於1696年，面積63.5平方公里，海拔高度183米，2022年人口数量为44,760人。

## 图集

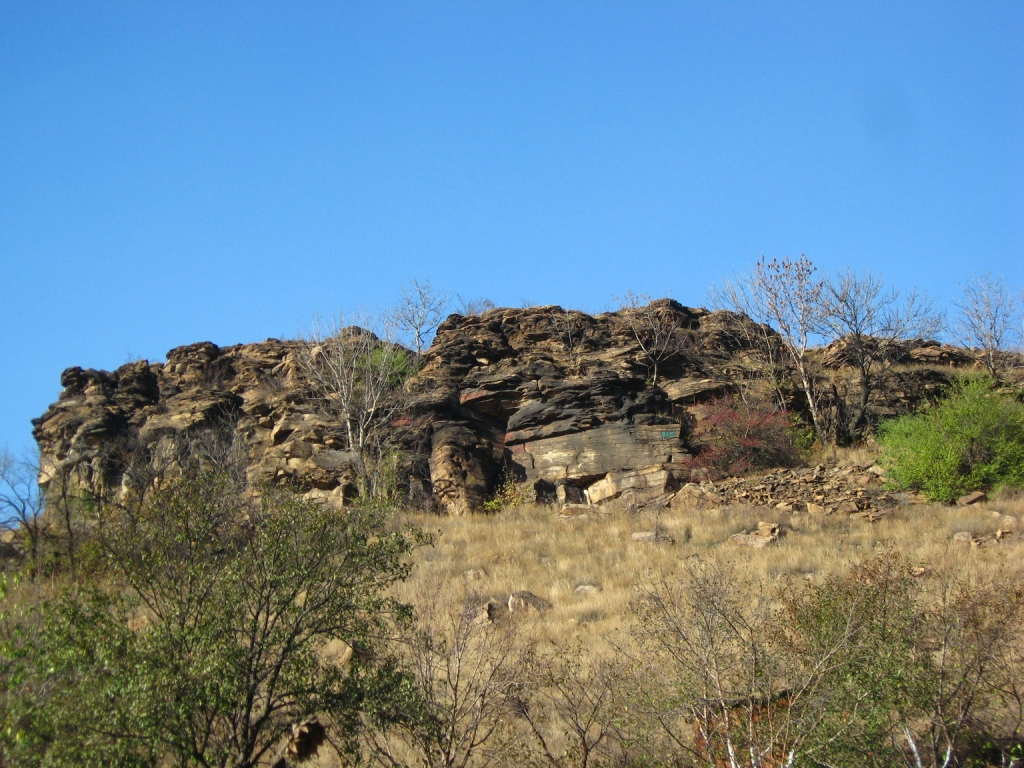